# Rafa Navarro
Rafael "Rafa" Jesús Navarro Mazuecos (Salteras, 24 februari 1994) is een Spaans voetballer die doorgaans als rechtsback speelt. Hij verruilde Real Betis in juli 2018 transfervrij voor Deportivo Alavés.
1 Sivera ·
2 Gorosabel ·
3 Duarte ·
4 Sedlar ·
5 Abqar ·
6 Guevara ·
7 Sola ·
8 Blanco ·
10 Hagi ·
11 Rioja  ·
14 Tenaglia ·
15 García ·
16 Marín ·
17 Alkain ·
18 Guridi ·
20 Simeone ·
21 Rebbach ·
22 Vicente ·
23 Benavídez ·
26 Álvarez ·
26 López ·
29 Panichelli ·
31 Owono ·
32 Omorodion ·
33 Rodríguez ·
Coach: García